# Инден-кумароновые смолы
Инде́н-кумаро́новые смолы —   низкомолекулярные термопластичные полимеры, получаемые полимеризацией фракции каменноугольной смолы, получаемой в процессе коксования угля. Являются одной из разновидностью углеводородных смол. Сырьё представляет собой ароматические фракции обычно кипящие в интервале 150—250 градусов Цельсия, основными компонентами которых являются инден, стирол и их алкильные производные. Несмотря на название, содержание кумарона в них очень мало. Смолы получают каталитической катионной полимеризацией. Катализаторами служат сильные протонные (серная кислота) и апротонные (хлорид алюминия, фторид бора) кислоты. По своим физико-химическим свойствам и применению эти смолы аналогичны ароматическим нефтеполимерным смолам, и во многих случаях являются взаимозаменяемыми. Ключевым отличием является температура размягчения. Благодаря высоким концентрациям индена, могут быть получены смолы с температурой размягчения (по методу КИШ) 150 и выше. Используются при производстве лакокрасочных материалов, половых покрытий, печатных красок и чернил, клеёв; используются в качестве мягчителей натуральных и синтетических каучуков.